# Stensträsket (Jörns socken, Västerbotten, 724259-169600)
Stensträsket är en sjö i Skellefteå kommun i Västerbotten och ingår i Kågeälvens huvudavrinningsområde. Sjön har en area på 0,215 kvadratkilometer och ligger 306,9 meter över havet.

## Delavrinningsområde
Stensträsket ingår i det delavrinningsområde (724104-169660) som SMHI kallar för Mynnar i Kågeälven. Medelhöjden är 309 meter över havet och ytan är 14,73 kvadratkilometer. Det finns inga avrinningsområden uppströms utan avrinningsområdet är högsta punkten. Vattendraget som avvattnar avrinningsområdet har biflödesordning 2, vilket innebär att vattnet flödar genom totalt 2 vattendrag innan det når havet efter 88 kilometer. Avrinningsområdet består mestadels av skog (47 procent) och sankmarker (46 procent). Avrinningsområdet har 0,26 kvadratkilometer vattenytor vilket ger det en sjöprocent på 1,7 procent.